# Microporella vibraculifera
Microporella vibraculifera är en mossdjursart som beskrevs av Walter Douglas Hincks 1883. Microporella vibraculifera ingår i släktet Microporella och familjen Microporellidae. Inga underarter finns listade i Catalogue of Life.